# Stella Assange

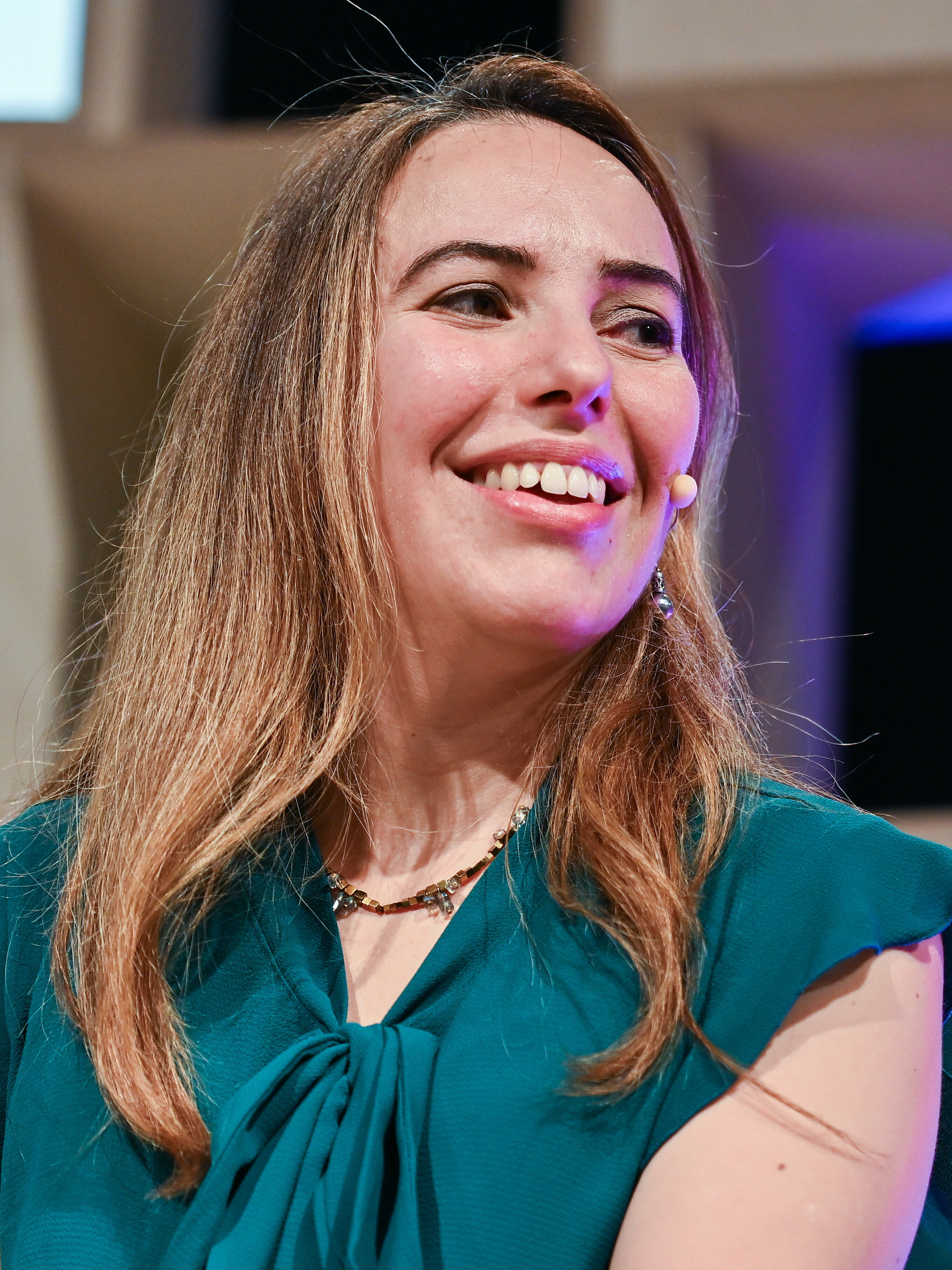
Stella Assange im November 2023 beim „Web Summit 2023“ in Lissabon

Stella Assange (* 1983 in Johannesburg, Südafrika, als Sara González Devant; kurz Sara Devant, bekannt geworden unter Stella Moris, seltener Stella Moris-Smith Robertson) ist eine spanisch-schwedische Anwältin, Menschenrechtsaktivistin und die Ehefrau des australischen WikiLeaks-Gründers Julian Assange.

## Leben
Stella Assange wurde in Johannesburg als Sara González Devant und Tochter einer spanischen Theaterregisseurin und eines schwedischen Architekten, Stadtplaners und Künstlers geboren. Beide waren in Botswana Teil des Medu Art Ensembles, eines Künstlerkollektivs der Anti-Apartheid-Szene. 1985 töteten die damaligen südafrikanische Streitkräfte SDAF bei einer Razzia in Gaborone Thami Mnyele, einen Freund der Familie, was bei den Devants prägenden Eindruck hinterließ.
Als Jugendliche lebte sie in Botswana, Lesotho, Schweden und Spanien. Nach dem Besuch einer internationalen Schule in Lesotho erwarb sie einen Abschluss in Recht und Politik an der SOAS Universität London, einen Master in Flüchtlingsrecht in Oxford und einen Master in Völkerrecht an der Universität Complutense Madrid.
2011 engagierte das Anwaltsteam von Julian Assange die junge Sara Devant, um dessen Auslieferung nach Schweden zu verhindern, wo die schwedische Staatsanwaltschaft wegen des Vorwurfs sexueller Übergriffe gegen ihn ermittelte, jedoch nie Anklage erhob. Aus Gründen der Sicherheit während ihrer Arbeit mit Julian Assange änderte sie 2012 ihren Namen zunächst in Stella Moris und später in Stella Moris-Smith Robertson.
Stella Moris gehörte fortan dauerhaft zu Assanges Anwaltsteam und begleitete ihn während seines Asyls in der Londoner Botschaft Ecuadors ebenso wie nach seiner Inhaftierung im Hochsicherheits-Gefängnis Belmarsh. Nach eigenen Angaben waren ihre Kenntnisse der schwedischen und spanischen Sprache bei den juristischen Auseinandersetzungen mit den schwedischen und ecuadorianischen Behörden unverzichtbar.
2015 begann zwischen Stella und Julian Assange eine private Liaison. Während des siebenjährigen politischen Asyls in der ecuadorianischen Botschaft brachte Stella Devant 2017 und 2019 zwei gemeinsame Kinder zur Welt, deren Paten die Duchess of Beaufort Tracy Somerset und die Rapperin M. I. A. wurden.
Am 23. März 2022 heirateten Stella und Julian Assange in einer Zeremonie, die im Belmarsh-Gefängnis stattfand.
Im Oktober 2022 bildete Stella Assange mit Tausenden eine Menschenkette vor dem Parlament des Vereinigten Königreichs, um die Freiheit ihres Ehemannes und die Einstellung aller Auslieferungsversuche zu fordern.
2023 traf Stella Assange Papst Franziskus, um mit ihm über die Situation ihres Ehemannes zu sprechen.